# China central meridional
China central meridional o Sur de China central (en chino simplificado, 中南; pinyin, Zhōngnán) es una de las seis regiones geográficas en las que se divide la República Popular de China que abarca, a nivel provincial, las región autónoma Guangxi (con la minoría zhuang) y las provincias Guangdong, Hainan, Henan, Hubei y Hunan y se extiende por el centro y el sur de China. También forman parte las regiones administrativas especiales Hong Kong y Macao.

## Divisiones administrativas

### Provincias
| Nombre    | Chino (S) | pinyin    | Abreviación | Capital   | Chino | pinyin    | Lista de divisiones administrativas |
| --------- | --------- | --------- | ----------- | --------- | ----- | --------- | ----------------------------------- |
| Guangdong | 广东      | Guǎngdōng | 粤 yuè      | Cantón    | 广州  | Guǎngzhōu | Divisiones a nivel comarcal         |
| Hainan    | 海南      | Hǎinán    | 琼 qióng    | Haikou    | 海口  | Hǎikǒu    | Divisiones a nivel comarcal         |
| Henan     | 河南      | Hénán     | 豫 yù       | Zhengzhou | 郑州  | Zhèngzhōu | Divisiones a nivel comarcal         |
| Hubei     | 湖北      | Húběi     | 鄂 è        | Wuhan     | 武汉  | Wǔhàn     | Divisiones a nivel comarcal         |
| Hunan     | 湖南      | Húnán     | 湘 xiāng    | Changsha  | 长沙  | Chángshā  | Divisiones a nivel comarcal         |

### Regiones autónomas
| Nombre  | Chino (S) | pinyin  | Nombre local | Abreviación | Capital | Chino | pinyin  | Nombre local | Divisiones a nivel comarcal |
| ------- | --------- | ------- | ------------ | ----------- | ------- | ----- | ------- | ------------ | --------------------------- |
| Guangxi | 广西      | Guǎngxī | Gvangjish    | 桂 Guì      | Nanning | 南宁  | Nánníng | Nanzningz    | Divisiones a nivel comarcal |

### Regiones administrativas especiales
| Nombre    | Chino (S) | Jyutping    | Pinyin    | Abreviatura | Divisiones a nivel comarcal |
| --------- | --------- | ----------- | --------- | ----------- | --------------------------- |
| Hong Kong | 香港      | Heung1Gong2 | Xiānggǎng | 港 Gǎng     | Divisiones a nivel comarcal |
| Macao     | 澳門      | O3Mun4      | Àomén     | 澳 Ào       | Divisiones a nivel comarcal |